# 電位移
在電磁學裏，電位移（英語：electric displacement field）是出現於馬克士威方程組的一種向量場，可以用來解釋介電質內自由電荷所產生的效應。電位移{\displaystyle \mathbf {D} }以方程式定義為
{\displaystyle \mathbf {D} \ {\stackrel {\mathrm {def} }{=}}\ \varepsilon _{0}\mathbf {E} +\mathbf {P} }；
其中，{\displaystyle \varepsilon _{0}}是電常數，{\displaystyle \mathbf {E} }是電場，{\displaystyle \mathbf {P} }是電極化強度。

## 概述
高斯定律表明，電場的散度等於總電荷密度{\displaystyle \rho _{total}}除以電常數：
{\displaystyle \nabla \cdot \mathbf {E} =\rho _{total}/\varepsilon _{0}}。
電極化強度的散度等於負束縛電荷密度{\displaystyle -\rho _{bound}}：
{\displaystyle \nabla \cdot \mathbf {P} =-\rho _{bound}}。
而總電荷密度等於束縛電荷密度加上自由電荷密度{\displaystyle \rho _{free}}：
{\displaystyle \rho _{total}=\rho _{free}+\rho _{bound}}。
所以，電位移的散度等於自由電荷密度{\displaystyle \rho _{free}}：
{\displaystyle \nabla \cdot \mathbf {D} =\rho _{free}}。
這與高斯定律的方程式類似。假設，只給定自由電荷密度{\displaystyle \rho _{free}}，或許可以用高斯方法來計算電位移{\displaystyle \mathbf {D} }。但是，在這裏，不能使用這方法。只知道自由電荷密度{\displaystyle \rho _{free}}，有時候仍舊無法計算出電位移。思考以下關係式：
{\displaystyle \nabla \times \mathbf {D} =\varepsilon _{0}(\nabla \times \mathbf {E} )+(\nabla \times \mathbf {P} )}。
並根據法拉第感應定律：{\displaystyle \nabla \times \mathbf {E} =-{\dot {\mathbf {B} }}} , 其中{\displaystyle {\dot {\mathbf {B} }}}是磁場相對於時間的變化率
{\displaystyle \nabla \times \mathbf {D} +\varepsilon _{0}{\dot {\mathbf {B} }}=\nabla \times \mathbf {P} }
假設電磁場為不含時變電磁場（即與時間無關的電磁場），{\displaystyle {\dot {\mathbf {B} }}=0}，則
{\displaystyle \nabla \times \mathbf {D} =\nabla \times \mathbf {P} }。
假若{\displaystyle \nabla \times \mathbf {P} \neq 0}，則雖然設定{\displaystyle \rho _{free}=0}，電位移仍舊不等於零：{\displaystyle \mathbf {D} \neq 0}！
舉例而言，擁有固定電極化強度{\displaystyle \mathbf {P} }的永電體，其內部不含有任何自由電荷，但是內在的電極化強度{\displaystyle \mathbf {P} }會產生電場。
只有當問題本身具有某種對稱性，像球對稱性或圓柱對稱性等等，才能夠直接使用高斯方法，從自由電荷密度計算出電位移與電場。否則，必需將電極化強度{\displaystyle \mathbf {P} }和邊界條件納入考量。

## 線性電介質
「線性電介質」，對於外電場的施加，會產生線性響應。例如，鐵電材料是非線性電介質。假設線性電介質具有各向同性，則其電場與電極化強度的關係式為
{\displaystyle \mathbf {P} =\chi _{e}\varepsilon _{0}\mathbf {E} }；
其中，{\displaystyle \chi _{e}}是電極化率。
將這關係式代入電位移的定義式，可以得到
{\displaystyle \mathbf {D} =(1+\chi _{e})\varepsilon _{0}\mathbf {E} =\varepsilon \mathbf {E} }；
其中，{\displaystyle \varepsilon }是電容率。
所以，電位移與電場成正比；其比率是電容率。另外，
{\displaystyle \nabla \cdot (\varepsilon \mathbf {E} )=\rho _{free}}。
假設這電介質具有均勻性，則電容率{\displaystyle \varepsilon }是常數：
{\displaystyle \nabla \cdot \mathbf {E} =\rho _{free}/\varepsilon }。
定義相對電容率{\displaystyle \varepsilon _{r}}為
{\displaystyle \varepsilon _{r}\ {\stackrel {\mathrm {def} }{=}}\ \varepsilon /\varepsilon _{0}}。
相對電容率與電極化率有以下的關係：
{\displaystyle \varepsilon _{r}=1+\chi _{e}}。
要注意的一点是，上式{\displaystyle \mathbf {D} =\varepsilon \mathbf {E} }的描述只是一种近似关系，当{\displaystyle \mathbf {E} }变得很大时，{\displaystyle \mathbf {D} }与{\displaystyle \mathbf {E} }就不再成正比关系了。这主要是由于电介质物质的物理特性是很复杂的。也可以理解为，这个式子就像胡克定律一样，只是一种近似。
各向異性線性電介質的電容率是個張量。例如，晶體的電容率通常必需用張量來表示。

## 應用範例

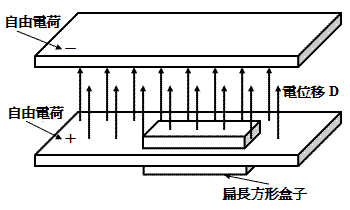
平行板電容器的兩片平板導體分別含有的正負自由電荷，會產生電位移。藉著一個扁長方形盒子，可以用高斯定律來解釋電位移與自由電荷的關係。

如右圖所示，平行板電容器是由互相平行、以空間或電介質相隔的兩片平板導體構成的電容器。假設上下兩片平板導體分別含有負電荷與正電荷，含有的電荷量分別為{\displaystyle -Q}、{\displaystyle +Q}。又假設兩片平板導體之間的間隔距離超小於平板的長度與寬度，則可以視這兩片平板導體為無限平面；做簡單計算時，不必顧慮邊緣效應。由於系統的對稱性，可以應用高斯定律來計算電位移，其方向必定是從帶正電平板導體指向帶負電平板導體，而且垂直於平板導體；又由於平板導體含有的電荷是自由電荷，不需要知道電介質的性質，就可以應用關於自由電荷的高斯定律來計算電位移。
先計算帶正電平板導體所產生的電位移。試想一個扁長方形盒子，其頂面和底面分別在這平板導體的兩邊，平行於平板導體；而盒子的其它四個側面都垂直於平板導體。根據關於自由電荷的高斯定律，
{\displaystyle \oint _{\mathbb {S} }\mathbf {D} _{+}\cdot \mathrm {d} \mathbf {a} =Q}；
其中，{\displaystyle \mathbb {S} }是扁長方形盒子的閉合表面，{\displaystyle \mathbf {D} _{+}}是帶正電平板導體所產生的電位移，{\displaystyle d\mathbf {a} }是微小面元素。
由於扁長方形盒子的四個側面的面向量都與{\displaystyle \mathbf {D} _{+}}向量相垂直，它們對於積分的貢獻是零；只有盒子的頂面和底面對於積分有貢獻：
{\displaystyle 2D_{+}A=Q} ;
其中，{\displaystyle A}是盒子頂面、底面的面積。
所以，{\displaystyle \mathbf {D} _{+}}向量的方向是從帶正電平板導體垂直地向外指出，大小為
{\displaystyle D_{+}=Q/2A}。
類似地，可以計算出帶負電平板導體所產生的電位移；{\displaystyle \mathbf {D} _{-}}向量的方向是垂直地指向帶負電平板導體，大小為
{\displaystyle D_{-}=Q/2A}。
應用疊加原理，可以計算這兩片帶電平板導體一起產生的電位移。在這兩片平板導體之間，{\displaystyle \mathbf {D} _{+}}和{\displaystyle \mathbf {D} _{-}}的方向相同；應用疊加原理，電位移的大小等於平板導體的表面電荷密度：{\displaystyle D=Q/A}。在兩片平板導體的共同上方或共同下方，{\displaystyle \mathbf {D} _{+}}和{\displaystyle \mathbf {D} _{-}}的方向相反；應用疊加原理，電位移的大小等於零。
假設電介質的電容率為{\displaystyle \varepsilon }，則在兩片平板導體之間，電場的大小為
{\displaystyle E=D/\varepsilon =Q/\varepsilon A}。
假設兩片平板導體的間隔距離為{\displaystyle d}，則電壓{\displaystyle V}為
{\displaystyle V=Ed=Qd/\varepsilon A}。
這平行板電容器的電容{\displaystyle C}為
{\displaystyle C=Q/V=\varepsilon A/d}。

## 參閱
- 《論法拉第力線》
- 《論物理力線》
- 位移電流
- 電磁波方程式